# 日本とニウエの関係
日本とニウエの関係（にほんとニウエのかんけい、英語: Japan–Niue relations）では、日本とニウエの関係について概説する。なお、ニウエはニュージーランドとの自由連合形態を取り、同国の外交と防衛の最終責任はニュージーランドが負っている。そのためニウエを自治地域とみなし国家承認していない国も少なくないが、日本は国家承認ののち独立国としてニウエとの外交関係を有している。

## 両国の比較
|          | ニウエ                 | 日本                  | 両国の差 |
| -------- | ---------------------- | --------------------- | -------- |
| 人口     | 1600人（2019年）       | 1億2626万人（2019年） |          |
| 国土面積 | 260 km²                | 37万7972 km²          |          |
| 首都     | アロフィ               | 東京都                |          |
| 最大都市 | ハクプ                 | 東京都区部            |          |
| 政体     | 立憲君主制             | （民主制）議院内閣制  |          |
| 公用語   | ニウエ語 英語          | 日本語（事実上）      |          |
| 通貨     | ニュージーランド・ドル | 日本円                |          |
| 国教     | なし                   | なし                  |          |
| 地図     |                        |                       |          |

## 歴史

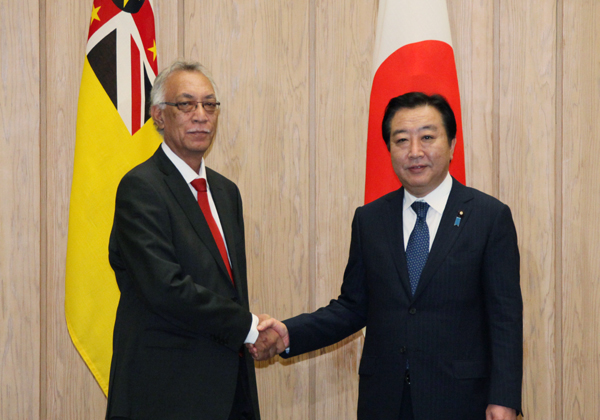
日・ニウエ首脳会談（2012年）
左：ニウエのトケ・タランギ首相、右：日本の野田佳彦首相

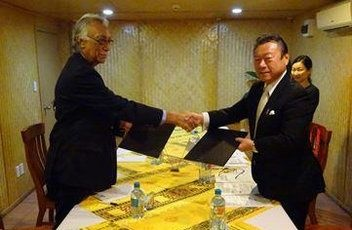
2015年8月4日、外交関係を開設するための書簡を交換する両国代表
左：ニウエのトケ・タランギ首相、右：日本の桜田義孝特使

ニウエは1901年、英国から独立したニュージーランドの属領となる。その後、第二次世界大戦終結直後の1960年にはニウエに議会が設立されるなど自治の動きが始まり、1974年には内政自治権を獲得し、ニュージーランドとの自由連合に移行した。外交及び軍事の最終責任を除いた自治権を持ち、行政権と立法権を有する国家となった。1988年には、ニュージーランド政府が「ニュージーランドが今後参加する国際的な合意の効力は、もはやニウエには及ばない」と宣言し、1993年からニウエ独自で国際機関への加盟し、機関経由で日本とニウエの接点を持つ場所ができた。また、1997年のマレーシアや2007年の中華人民共和国などアジア諸国とニウエが独自の外交関係を構築するに至った。ところが日本はこの時点ではニウエを承認せず、ニュージーランド政府を介してニウエと日本は交流を継続した。この間には1997年にニウエの首相フランク・ルイが日本に訪問しており、2008年には日本の政府代表有馬龍夫がニウエを訪問している。
2015年8月4日、日本がニウエを国家として承認。同年8月にニウエと日本の間に外交関係が開設されるに至った。ただし日本側はニウエに大使館を設置せず在ニュージーランド日本大使館に兼轄させ、またニウエ側も日本には大使館を設置していない。ニウエでは2010年から日本人の和田泰一が首相補佐官を務めており、国交樹立の背景には和田の日本政府への働きかけがあった。
日本が主催する太平洋・島サミットには毎回ニウエが参加しており、定期的な交流が続いている。

## 外交使節

### 駐日ニウエ大使
なし

### 駐日名誉領事館
東京都目黒区青葉台1-6-59　青葉台ビル2階 日本ニウエ友好協会内